# Mikromossa
Mikromossa (Cephaloziella divaricata) är en bladmossart som först beskrevs av James Edward Smith, och fick sitt nu gällande namn av Victor Félix Schiffner. Mikromossa ingår i släktet mikromossor, och familjen Cephaloziellaceae. Arten är reproducerande i Sverige. Inga underarter finns listade i Catalogue of Life.